# Barska strnadica
Barska strnadica (лат. Emberiza schoeniclus) mala je ptica pevačica iz porodice strnadica (Emberizidae), grupe koja je skoro odvojena od sestrinske familije zeba (Fringillidae). Latinsko ime roda Emberiza potiče od staronemačke reči Embritz, što znači strnadica. Latinsko ime vrste schoeniclus potiče od starogrčke reči skhoiniklos, sada nepoznate vrste ptica koja se sreće pored vode.
Gnezdi se širom Evrope i većem delu umerene i severne Azije. Veći deo populacija migrira na jug u toku zime, dok se one jedinke zapadnih i toplijih krajeva ne sele i tamo su stanarice. Česte u močvarama i barama, mada se mogu gnezditi na suvijim staništima kao što su tresetišta ili agrikulture. U Srbiji se sreće na gnežđenju samo u Vojvodini.

## Opis
Ovo je ptica srednje veličine, 13,5–15,5 cm dužine tela, sa malim ali jakim kljunom prilagođenim za jedenje semenki. Mužjak ima crni vrat i glavu sa belim okovratnikom i pokrovom i sa jako izraženim prugastim braon leđima. Ženke su mnogo svetlije, sa braon glavom i izraženim prugama na glavi. Telo ženke je više isprugano nego mužjakovo.

## Hrana i ishrana
Prirodna ishrana se bazira na insektima kada su ptice male i mlađe, ali kada odrastu, ishrana je isključivo granivorna (hrane se semenkama).

## Gnežđenje
Gnezda prave u žbunovima ili močvarnim busenovima trave ili trske. Ženka polaže između 4 i 7 jaja na kojima se uočavaju šare koje jako podsećaju na dlake, što je karakteristika jaja svih stnadica.

## Galerija
- Mužjak zimi
- U prirodnom staništu
- Ženka
- Jaja barske strnadice
- Leucistična barska strnadica

## Spoljašnje veze
- Emberiza schoeniclus : songs, sonagrams
- ARKive Stills, Video
- Ageing and sexing (PDF; 3.7 MB) by Javier Blasco-Zumeta and Gerd-Michael Heinze
- Feathers of common reed bunting (Emberiza schoeniclus) Архивирано на веб-сајту  (4. март 2018)
- BioRaS - izvor na srpskom Архивирано на веб-сајту  (19. август 2017)
- Rasprostranjenje - Podaci o nalazima u Srbiji Архивирано на веб-сајту  (19. август 2017)